# Ágnes Szávay
Ágnes Szávay (Kiskunhalas, 29 de dezembro de 1988) é uma ex-tenista húngara. Conseguiu em sua carreira na WTA ser nº 13 em 14 de abril, 2008

## WTA finais

### Simples: 7 (5–2)
| Legenda: Antes de 2009  | Legenda: Depois de 2009 |
| ----------------------- | ----------------------- |
| Grand Slam (0/0)        |                         |
| WTA Championships (0/0) |                         |
| Tier I (0/0)            | Premier Mandatory (0/0) |
| Tier II (1/2)           | Premier 5 (0/0)         |
| Tier III (0/0)          | Premier (0/0)           |
| Tier IV & V (1/0)       | International (3/0)     |

| Títulos por Piso |
| Duro (1/2)       |
| Grama (0/0)      |
| Saibro (4/0)     |
| Carpete (0/0)    |

| Resultado | N. | Data              | Torneio                | Piso   | Oponente                   | Placar             |
| Campeã    | 1. | 16 Julho 2007     | Palermo, Itália        | Saibro | Martina Müller             | 6–0, 6–1           |
| Vice      | 1. | 25 Agosto 2007    | New Haven, EUA         | Duro   | Svetlana Kuznetsova        | 4–6, 3–0 ret.      |
| Campeã    | 2. | 23 Setembro 2007  | Beijing, China         | Duro   | Jelena Janković            | 6–7(7–9), 7–5, 6–2 |
| Vice      | 2. | 10 Fevereiro 2008 | Paris, França          | Duro   | Anna Chakvetadze           | 6–3, 2–6, 6–2      |
| Campeã    | 3. | 12 Julho 2009     | Budapeste, Hungria (1) | Saibro | Patty Schnyder             | 2–6, 6–4, 6–2      |
| Campeã    | 4. | 11 Julho 2010     | Budapeste, Hungria (2) | Saibro | Patty Schnyder             | 6–2, 6–4           |
| Campeã    | 5. | 18 Julho 2010     | Praga, Rep. Tcheca     | Saibro | Barbora Záhlavová-Strýcová | 6–2, 1–6, 6–2      |

### Duplas: 8 (2–6)
| Legenda: Antes de 2009  | Legenda: Depois de 2009 |
| ----------------------- | ----------------------- |
| Grand Slam (0–0)        |                         |
| WTA Championships (0–0) |                         |
| Tier I (0–0)            | Premier Mandatory (0–0) |
| Tier II (0–1)           | Premier 5 (0–0)         |
| Tier III (2–3)          | Premier (0–0)           |
| Tier IV & V (0–1)       | International (0–1)     |

| Títulos por Piso |
| ---------------- |
| Duro (1–3)       |
| Grama (0–0)      |
| Saibro (1–3)     |
| Carpete (0–0)    |

| Resultado | N. | Data              | Torneio               | Piso   | Parceira           | Oponente                            | Placar        |
| --------- | -- | ----------------- | --------------------- | ------ | ------------------ | ----------------------------------- | ------------- |
| Vice      | 1. | 8 Julho 2004      | Budapeste, Hungria    | Saibro | Virág Németh       | Petra Mandula Barbara Schett        | 6–3, 6–2      |
| Vice      | 2. | 24 Outubro 2005   | Hasselt, Bélgica      | Duro   | Michaëlla Krajicek | Émilie Loit Katarina Srebotnik      | 6–3, 6–4      |
| Vice      | 3. | 20 Fevereiro 2006 | Bogotá, Colômbia      | Duro   | Jasmin Wöhr        | Gisela Dulko Flavia Pennetta        | 7–6, 6–1      |
| Vice      | 4. | 3 Março 2007      | Doha, Qatar           | Duro   | Vladimíra Uhlířová | Martina Hingis Maria Kirilenko      | 6–1, 6–1      |
| Campeã    | 1. | 23 Abril 2007     | Budapest, Hungria     | Saibro | Vladimíra Uhlířová | Martina Müller Gabriela Navrátilová | 7–5, 6–2      |
| Vice      | 5. | 23 Julho 2007     | Bad Gastein, Áustria  | Saibro | Vladimíra Uhlířová | Lucie Hradecká Renata Voráčová      | 6–3, 7–5      |
| Campeã    | 2. | 5 Janeiro 2008    | Gold Coast, Austrália | Duro   | Dinara Safina      | Yan Zi Zheng Jie                    | 6–1, 6–2      |
| Vice      | 6. | 18 Julho 2010     | Prague, Rep. Tcheca   | Saibro | Monica Niculescu   | Timea Bacsinszky Tathiana Garbin    | 7–5, 7–6(7–4) |

## Ligações Externas
- Perfil na WTA